# 末田底迦
末田底迦（梵文：Madhyantika），又譯為摩闡提、末闡提、末田地、末田地那、末田鐸迦、末彈地、末田提、摩田提，印度佛教僧侶，證阿羅漢果，是先上座部和大眾部共尊的早期大師，為罽賓佛教的開創者。
按南傳佛教記載約於西元前260年前後，阿育王派他至罽賓傳教。漢傳佛教尊其為西方第三祖，列為異世五師之一。

## 名字音義
其名字，意譯為日中、水中、金地、河中等。

## 傳承世系
《根本說一切有部毘奈耶雜事》、《阿育王傳》和《阿育王經》記載在阿難入涅槃前，雪山中五百仙人來到，他們以阿難為和尚而出家並受具足戒，他們都證得阿羅漢果，他們因為在恒河中受戒而叫做“末田地那”，他們被佛陀授記到罽賓傳法。《根本說一切有部毘奈耶雜事》、《阿育王傳》和《阿育王經》記載，商那和修與末田底迦皆為阿難弟子，同受阿難付法。《分別功德論》也記載摩哂陀與末田底迦皆是阿難弟子。
但在此傳說的後來版本如梁譯《阿育王經》中，多出了末田底迦付法給商那和修之說，漢傳佛教從東晉慧遠開始，主要接受這個說法，以末田底迦為西方三祖，商那和修為四祖。

## 生平事蹟
南傳《善見律毘婆沙》記載摩哂陀受具足戒時，以末田底迦為阿闍梨，他曾參與第三次集結，之後阿育王派他至罽賓傳播佛教。《島史》記載，末田底迦至犍陀羅傳教。
《大唐西域记》引迦濕彌羅國志記載他在佛滅五十年後將佛教傳入迦濕彌羅國，他還為烏仗那國一寺院建造過彌勒菩薩像。《阿育王傳》記載他將鬱金香引入罽賓。

## 現代考證
在說一切有部的歷史傳說中，《阿育王傳》等記載摩田提尊者、商那和修尊者、優波毱多尊者和阿育王都為佛滅百年之後的人物，既然對有師承關係的商那和修與優波毱多使用同樣的時間描述，這個“百年後”是時限而非確切時間。《根本說一切有部毘奈耶雜事》記載，佛滅後滿百歲時末田地那到迦濕彌羅國傳教，鄔波笈多在佛滅百年之後大作佛事，沒有提及奢搦迦在世時間。
印順法師認為，因為阿難與末田底迦在世時，中間相差約百年，末田底迦應不是阿難弟子，而是再傳或三傳弟子。可能因為末田底迦是罽賓佛教的開創者，其弟子為了抬高他的身份，因此先將他變成阿難的旁支弟子，與商那和修同受付法。之後甚至將商那和修改成是末田底迦弟子。將末田底迦列為阿難弟子的佛教文獻，主要出自罽賓，可作旁證。